# Joseph Barbedette
Pour les articles homonymes, voir Barbedette.
Joseph Barbedette, né le 20 novembre 1860 et mort le 3 novembre 1930, est l'un des voyants de l'apparition mariale qui est survenue dans le village de Pontmain (Mayenne) le 17 janvier 1871 (apparition reconnue par l'Église catholique). Après cela, il entre chez les oblats de Marie-Immaculée et il est ordonné prêtre en 1884.

## Biographie

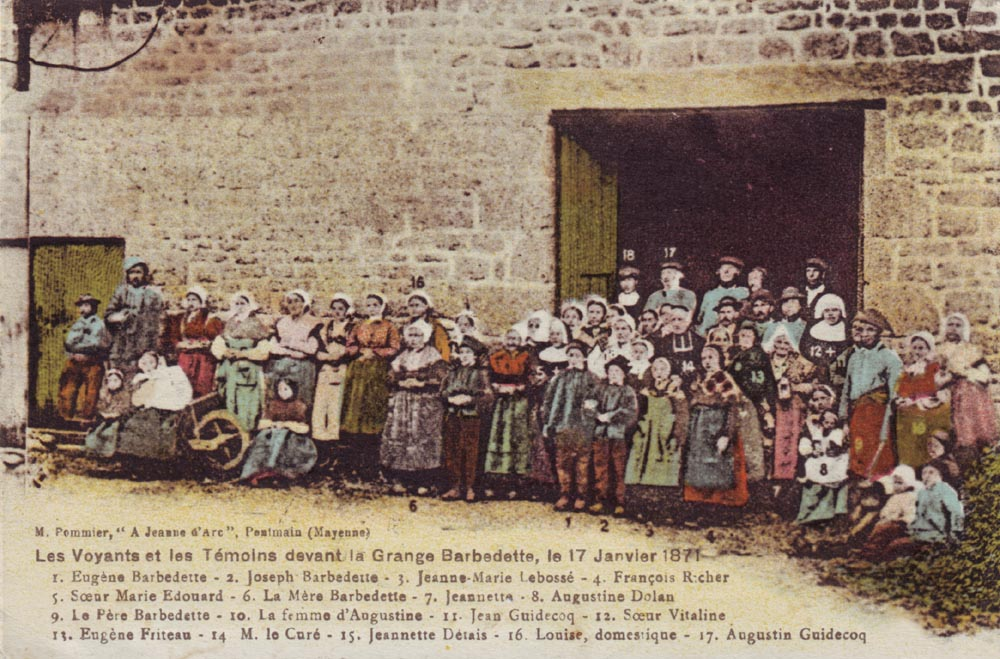
Joseph Barbedette (au centre) entouré des autres voyants et témoins de l'apparition devant la grange familiale.

Joseph Barbedette est né le 20 novembre 1860.

### L'apparition

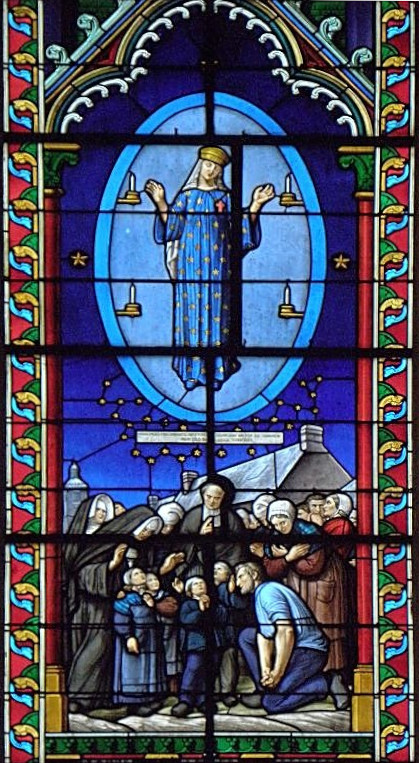
Les voyants et la foule lors de l'apparition.

Le 17 janvier 1871, alors qu'il aide son père à préparer la nourriture pour le bétail dans la grange familiale, Eugène Barbedette (douze ans) aperçoit une « Belle Dame » vêtue d'une robe couverte d'étoiles et d'un voile noir flottant au-dessus de la maison d'en face. Son père, vient à sa demande mais ne voit rien. Sa mère non plus. Son frère cadet Joseph intervient à son tour et indique qu'il voit la Vierge Marie. Le curé, l'abbé Michel Guérin, et les habitants du village, informés de ce qui est en train de se produire, se réunissent autour des deux frères et se mettent à prier. Aucun d'eux ne voit la Vierge à l'exception des garçons et de deux fillettes du voisinage, Françoise Richer et Jeanne-Marie Lebossé, arrivées un peu plus tard. L'apparition dure trois heures. Eugène et Joseph en donnent une description détaillée, transmettant tout ce qu'ils perçoivent au prêtre de Pontmain qui se tient à leurs côtés. Dans les jours qui suivent, la nouvelle de l'apparition se répand rapidement. Le soudain recul des troupes prussiennes, alors aux portes de Laval, est perçu comme un miracle. Le 28 janvier 1871, l'armistice est signé. Le 2 février, Mgr Wicart, évêque de Laval, après avoir interrogé Joseph Barbedette et son frère Eugène, ainsi que deux autres voyantes, reconnaît l'authenticité de l'apparition et approuve le culte de la Vierge à Pontmain,.

### Carrière ecclésiastique
Joseph Barbedette, qui avait toujours souhaité devenir missionnaire, finit par entrer chez les Missionnaires Oblats de Marie-Immaculée. Il est ordonné prêtre en 1884 et écrit, à la demande de ses supérieurs, un récit complet de l'apparition de Pontmain. Il meurt le 3 novembre 1930 et est inhumé au cimetière de Pontmain.